# カールスルーエ音楽大学の人物一覧
カールスルーエ音楽大学の人物一覧は、カールスルーエ音楽大学に関係する人物の一覧記事。

## 著名な教職員

### 器楽奏者
- ハルトムート・ヘル
- ヴォルフガング・マイヤー
- ヨーゼフ・リシン

### 声楽家
- 白井光子
- アンネリース・クッパー
- ルクレティア・ウェスト

### 作曲家
- エトヴェシュ・ペーテル
- マティアス・シュパーリンガー
- ヴォルフガング・リーム

### その他
- アルトゥール・グリューバー

## 卒業生

### 器楽演奏家
- アンドレイ・イヴァノヴィチ
- コー・ガブリエル・カメダ
- 谷辺昌央
- 神保侑典

### 声楽家
- ターヤ・トゥルネン
- 初鹿野剛
- Yoko Maria

### 作曲家
- ヴォルフガング・リーム

### その他
- 久保田孝